# Hancock County, West Virginia
Hancock County är ett county i nordligaste delen av delstaten West Virginia i USA. Den administrativa huvudorten (county seat) är New Cumberland.

## Geografi
Enligt United States Census Bureau har countyt en total area på 229 km². 215 km² av den arean är land och 14 km² är vatten.

### Angränsande countyn
- Columbiana County, Ohio - nord och väst
- Beaver County, Pennsylvania - öst
- Washington County, Pennsylvania - i sydöst
- Brooke County - syd
- Jefferson County, Ohio - väst

### Städer och samhällen
- Chester
- New Cumberland
- Newell
- Weirton